# Burgstall Wartberg (Kosbrunn)
Der Burgstall Wartberg ist eine abgegangene hochmittelalterliche Adelsburg hoch über der Ortschaft Kosbrunn in der Stadt Pegnitz im oberfränkischen Landkreis Bayreuth in Bayern.
Die Burgstelle ist frei zugänglich und dient als Aussichtspunkt.

## Geographische Lage
Die ehemalige kleine Gipfelburg befindet sich im Naturpark Fränkische Schweiz-Veldensteiner Forst, etwa 700 Meter östlich des Dorfes Kosbrunn auf 608 m ü. NN auf dem Gipfel des Warenberges in unmittelbarer Nähe der A 9 und circa 19 Kilometer südlich von Bayreuth.
Ganz in der Nähe liegt die Burgruine Hollenberg, vermutlich eine Gründung von Kaiser Karl IV. und unmittelbar westlich der Stadt Pegnitz der Burgstall Böheimstein auf dem Schlossberg. Nördlich davon steht das Schloss Trockau.

## Geschichte der Burg

### Edelherren von Wartberg
In den Jahren 1149 und 1188 erschien ein Friedrich von Wartberg als Urkundenzeuge, er ist unter 19 Angehörigen edelfreier Familien an 12. Stelle zwischen den Edelherren von Volsbach und den Herren von Nedemaresdorf (Nemmersdorf) aufgeführt, so dass man davon ausgehen kann, dass auch die Herren von Wartberg edelfreien Standes waren. Ob dieses Geschlecht von Wartberg eine eigenständige edelfreie Familie war oder von einer anderen edelfreien Familie abstammte, kann nicht genau gesagt werden, auch weil der Vorname Friedrich bei den edelfreien Familien dieser Zeit sehr oft vorkam. Nachdem er vor dem Walpotenabkömmling Friedrich von Nemmersdorf aufgeführt wurde, könnte man an eine Verbindung mit dem edelfreien Geschlecht der Walpoten denken.
Der Friedrich von 1188 steht allerdings zwischen Eberhard dem Jüngeren von Wolfsberg und dem Ministerialen Eschuin von Rabenstein; vermutlich handelte es sich bei den Urkundenzeugen von 1149 und 1188 nicht um eine einzige Person, sondern im Jahr 1149 um den Vater und 1188 seinen gleichnamigen Sohn.
Erst 1308 tauchte die Burg im Testament Gottfrieds von Schlüsselberg wieder auf, es sollten einem „Hermann Motzidel“ vierzig Pfund Haller für die Burg ausbezahlt werden. Die Burg Wartberg befand sich also wahrscheinlich im Besitz der Schlüsselberger und wurde von Hermann Motschiedler, einem Ministerialen der Schlüsselberger, betreut, wofür er die vierzig Pfund Haller erhielt. Dass er 1333 mit anderen Schlüsselberger Ministerialen Zeuge bei einer Beurkundung des Erbverzichts von Agnes, der Tochter des auf der Burg Neideck gefallenen Konrad von Schlüsselberg, war, beweist auch, dass er ein Schlüsselberger Ministeriale war.

### Bistum Bamberg
Nach Gottfrieds Testament sollte sein Bruder Ulrich von Schlüsselberg, Propst von St. Stephan in Bamberg, die Burg Obersenftenberg in Senftenberg und Burg Gößweinstein bis zur Vollstreckung der Verfügungen besitzen.
Burg Wartberg gehörte damals vermutlich zum Besitzkomplex der Burg Gößweinstein, da zum Amt Gößweinstein 1348 auch Körbeldorf mit seinen fünf Gütern bei der Burg zählte.
Nach dem bischöflichen Urbar A von 1323/27 war die Burg Wartberg zu der Zeit im Besitz des Bistums Bamberg, sie war von Propst Ulrich wohl nach dem Aussterben der Edelherren von Wartberg dem Bistum übereignet worden. Sie war vor 1243 mit der Burg Gößweinstein und verschiedenen Dörfern an die Schlüsselberger verpfändet.
Aus dem bischöflichen Urbar B von 1348 geht hervor, dass auf der Burg ein Vogt saß, ihm waren ein Wächter und ein Knecht, der auch die Aufgabe des Pförtners übernehmen musste, zugeteilt. Zur Bewachung gehörten auch zwei weitere Männer, ein Ulrich Gailnreuther, der unterhalb der Burg wohnte, und Ulrich Cultellifex (=Messerschmied).
1383 wurde dem Hochstift Bamberg vom königlichen Hofrichter Premislaw, Herzog von Teschen, die Nutznießung sämtlicher Bistumsgüter bestätigt.
Die Burg war im Jahr 1400 Lehen des Heinrich von Rabenstein, er verlieh sie an Fritz Wannbacher weiter.
1409 und 1410 nannte sich Wilhelm von Wiesenthau nach Wartberg. Ab 1430 ist bei den Belehnungen nicht mehr von der Burg die Rede. Sie wurde wohl in den Hussitenkriegen 1430 zerstört, wie sich aus späteren Verpfändungsurkunden, in denen sich die neuen Besitzer verpflichten mussten, die Burg wieder herzurichten, schließen lässt.
Im Jahr 1435 wurde Burg Wartberg gegen ein Darlehen von 500 Gulden an die Brüder Thomas und Lorenz von Rabenstein verpfändet, sie erhielten die Auflage, den Turm auf eigene Kosten zu bezimmern. Am 10. Oktober 1437 verkaufte Bischof Anton von Rotenhan das Schloss Wartberg für 850 Gulden an Lorenz von Rabenstein mit dem Recht des Rückkaufs und der Anweisung, 300 Pfund Haller in der Burg zu verbauen. Sie sollten damit die Kriegsschäden, die von den Hussiten stammten, reparieren.
Lorenz nannte sich am 23. Januar 1463 letztmals zu Wartberg und ist wohl bald darauf verstorben. Wartberg ging über seine Witwe auf deren Sohn Georg XIII. von Egloffstein aus erster Ehe über.
Bischof Anton besetzte anschließend die Burg Wartberg. Da alle Einsprüche von Georg erfolglos waren, kam es zu einer erbitterten Fehde zwischen ihm und dem Bischof, er schickte ihm 1466 den Fehdebrief. Georg nahm Wartberg ein und fiel in das Stiftsgebiet und auch in Bamberg ein. Gefangene wurden auf die Burg Wartberg gebracht. Der Bischof eroberte darauf die Burg und befreite die Gefangenen. Die Fehde wurde 1467 beigelegt, Georg und seine Mutter mussten auf die Burg verzichten. Der  Bischof verpfändete sie anschließend Hermann von Rabenstein.

### Amt Wartberg
Spätestens ab dem Jahr 1472 wurde die Burg Wartberg Sitz eines bischöflichen Amtes, Heinz von Rabenstein erschien 1472, 1474 und 1475 als Amtmann.
Das Amt Wartberg blieb aber zusammen mit dem Schloss verpfändet. Pfandnehmer waren unter anderem: 1477 Hans von Ochs und Hans von Giech, 1514 Konz von Egloffstein, 1534 Pankraz Lochner von Hüttenbach, 1546 Wolf von Rabenstein zu Kirchahorn, ab 1548 sein Sohn Daniel, dem es 1561 und 1581 erneut verpfändet wurde, und ab 1565 zusammen mit seinem Bruder Hektor.
Bei den Verpfändungen ab dem Jahr 1561 ist nur noch vom Amt, nicht mehr vom Schloss die Rede. Grund war die Zerstörung der Burg im Zweiten Markgrafenkrieg zwischen 1552 und 1555, in dem Markgraf Albrecht Alcibiades vor allem die (katholischen) Hochstifte bekämpfte und ein eigenes Herzogtum schaffen wollte. In einer Fraischbeschreibung aus dem Jahr 1562 ist vom zerstörten Schloss die Rede, auch die Ämterbeschreibung von 1565 erwähnt ein ödes Schloss. Vermutlich wurde Wartberg am 24. und 25. September 1553 eingenommen, ausgebrannt und nicht wieder aufgebaut.
Das Amt Wartberg war noch bis 1617 im Besitz der Rabensteiner, im selben Jahr löste es das Bistum aus. Von 1618 bis 1622 liegen bischöfliche Amtsrechnungen vor.

### Heutiger Zustand
Die Burgstelle ist bewaldet, das Burgplateau ziemlich stark mit Buschwerk bewachsen, so dass man nur schwer die gesamte Anlage überblicken kann.
Von der Burg haben sich keine Mauerreste obertägig erhalten, die Hänge des kegelförmigen Berges sind aber übersät mit Steinen, die von der ehemaligen Burg stammen, wie Mörtelspuren zeigen. Auch Bruchstücke von Dachziegeln und Keramikscherben sind im Bereich der Burg und an den Hängen zu finden.
Der Burgstall ist als Baudenkmal D-4-72-175-58 „Burgstall Wartberg, Halsgraben und Mauerreste der ehemaligen Burg des 12./15. Jahrhunderts, ab Mitte 16. Jahrhundert verfallen“, sowie als Bodendenkmal D-4-6235-0002 „Mittelalterlicher Burgstall“ vom Bayerischen Landesamt für Denkmalpflege erfasst.

## Beschreibung
Die ehemalige Burg lag etwa 160 Meter über dem Ort Kosbrunn (Bild 2) in 608 Metern Höhe auf einer bewaldeten Dolomitfelskuppe des Warenberges (Bild 1). Er ist mit dem benachbarten, 627 Meter hohen Kleinen Kulm mit seinem Aussichtsturm durch einen schmalen Sattel verbunden. Dort erreicht auch eine Altstraße die Passhöhe, die von Velden über Plech, Neudorf, Körbeldorf nach Büchenbach, Trockau, Gesees und Bayreuth führt. Die Überwachung dieser Altstraße war vermutlich auch der Grund für den Bau der Burg Wartberg und der nahen Burg Hollenberg.
Der Warenberg fällt nach Norden und Westen steil zum Tal hin ab, auf den restlichen Seiten steigt er noch etwa zwölf Meter aus der angrenzenden Jurahochfläche auf (Bild 1).
Der Burgfels ist durch einen 50 Meter langen und 17 Meter breiten Halsgraben (Bild 3) vom Sattel getrennt, ein Abraumhügel an seiner Westseite zeigt die Herkunft des teilweise in den Fels gehauenen Grabens. Der Sattel im Bereich vor dem Graben ist planiert, dort standen früher Gebäude.
Die Oberfläche des Burgfelsens (Bild 4) hat nur eine geringe Ausdehnung von etwa 42 mal 11 Metern und zeigt wenige Grundmauerreste und Vertiefungen von ehemaligen Gebäuden. Im Südteil des Burgplateaus könnte, nach dem Nürnberger Burgenforscher Hellmut Kunstmann, ein turmartiges Gebäude mit einem Innendurchmesser von sechs und einer Mauerstärke von zwei Metern gestanden haben (Bild 5). Eventuell handelte es sich dabei um den Bergfried der Burg, der den Aufgang, der wohl von Süden aus über den Sattel und dann über den Halsgraben und weiter auf den Burgfelsen verlief, verteidigen konnte.
Ganz in der Nähe könnte sich nordöstlich eine Zisterne befunden haben, etwas weiter nördlich zeigt eine weitere Vertiefung wohl die Stelle des ehemaligen Hauptgebäudes.

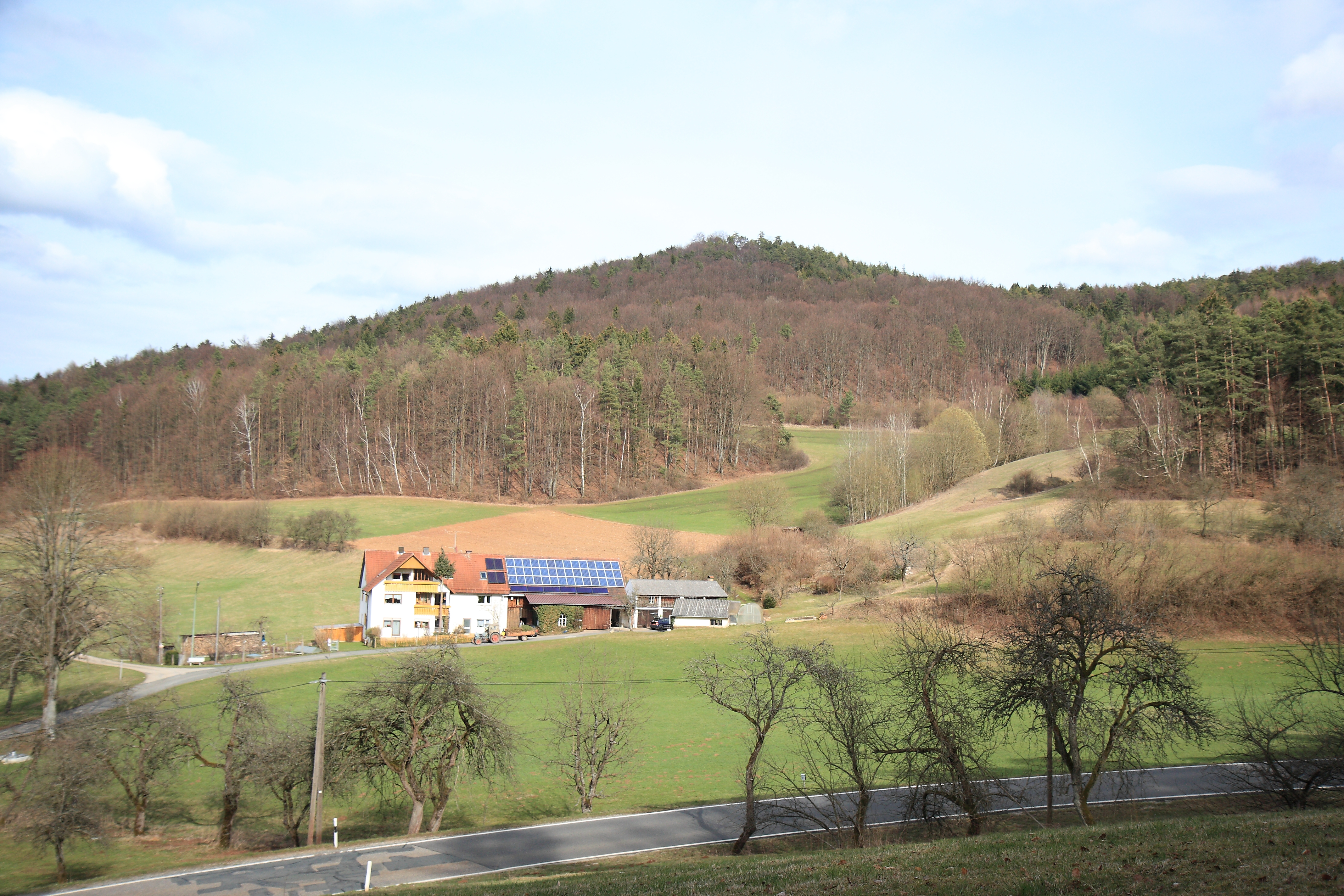
Bild 2: Ansicht des Burgstalls Wartberg aus westlicher Richtung (April 2010)
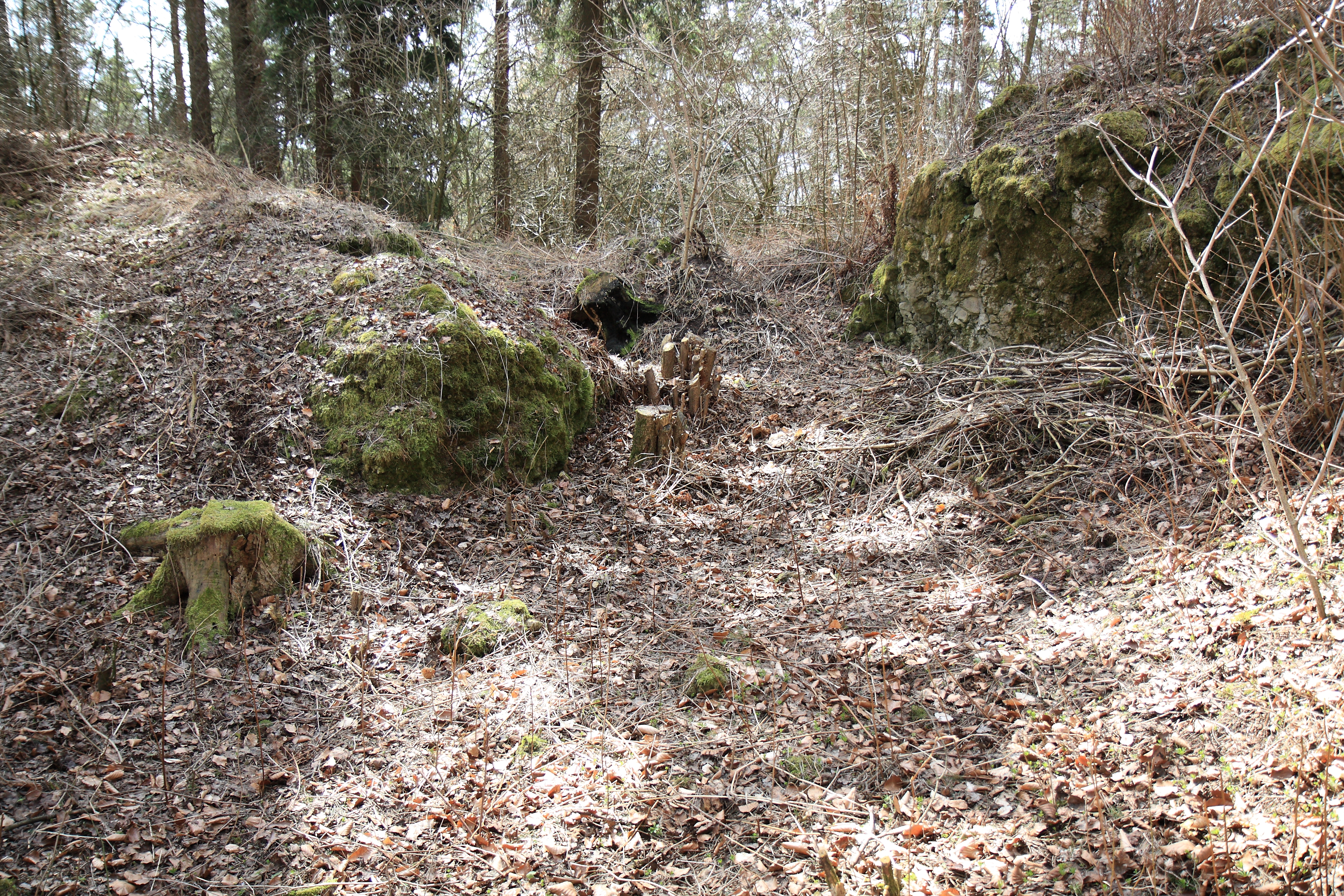
Bild 3: Profil des Halsgrabens, Blick nach Südwesten (April 2010)
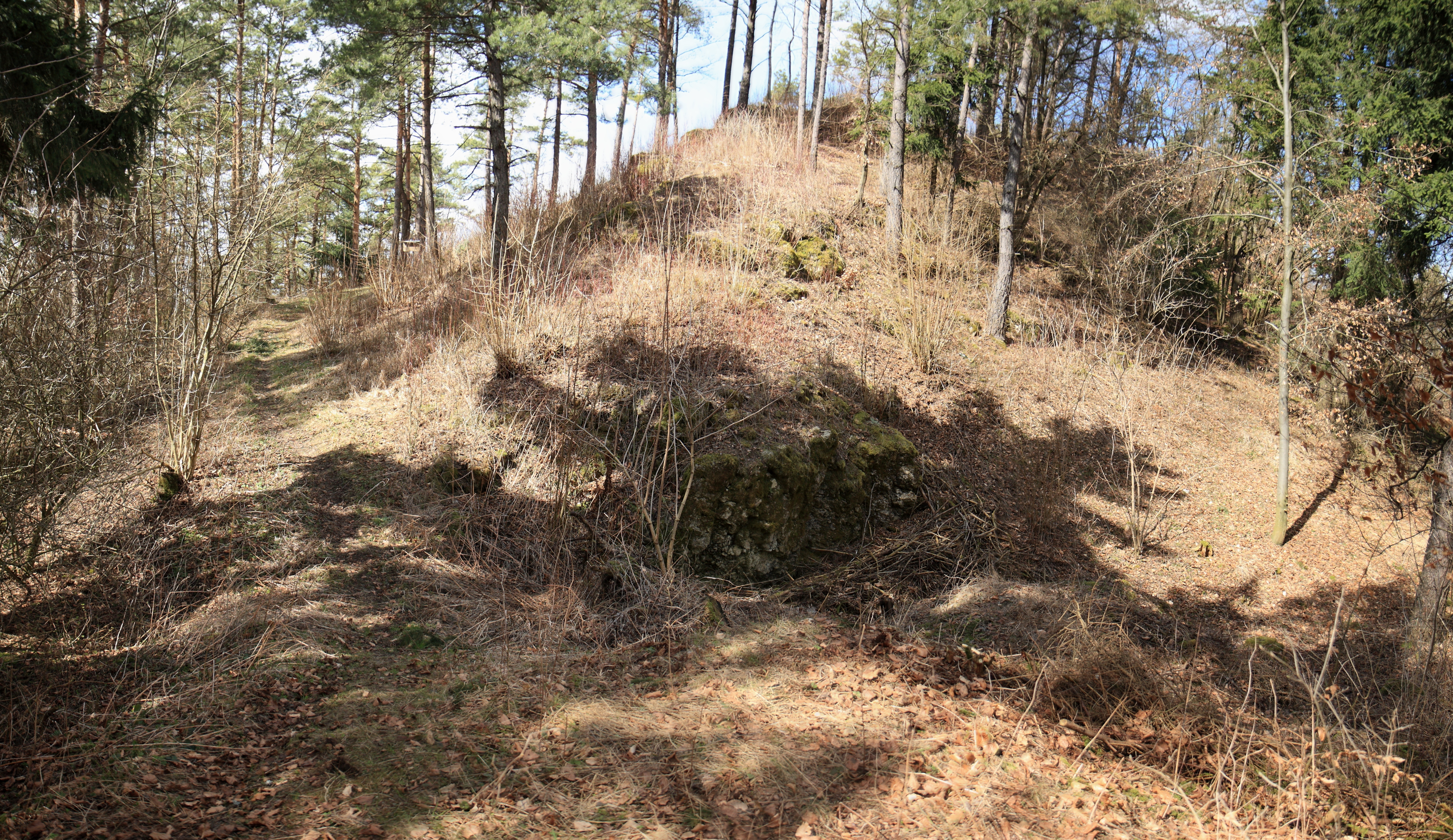
Bild 4: Blick über den Halsgraben auf den Fels der Kernburg (April 2010)
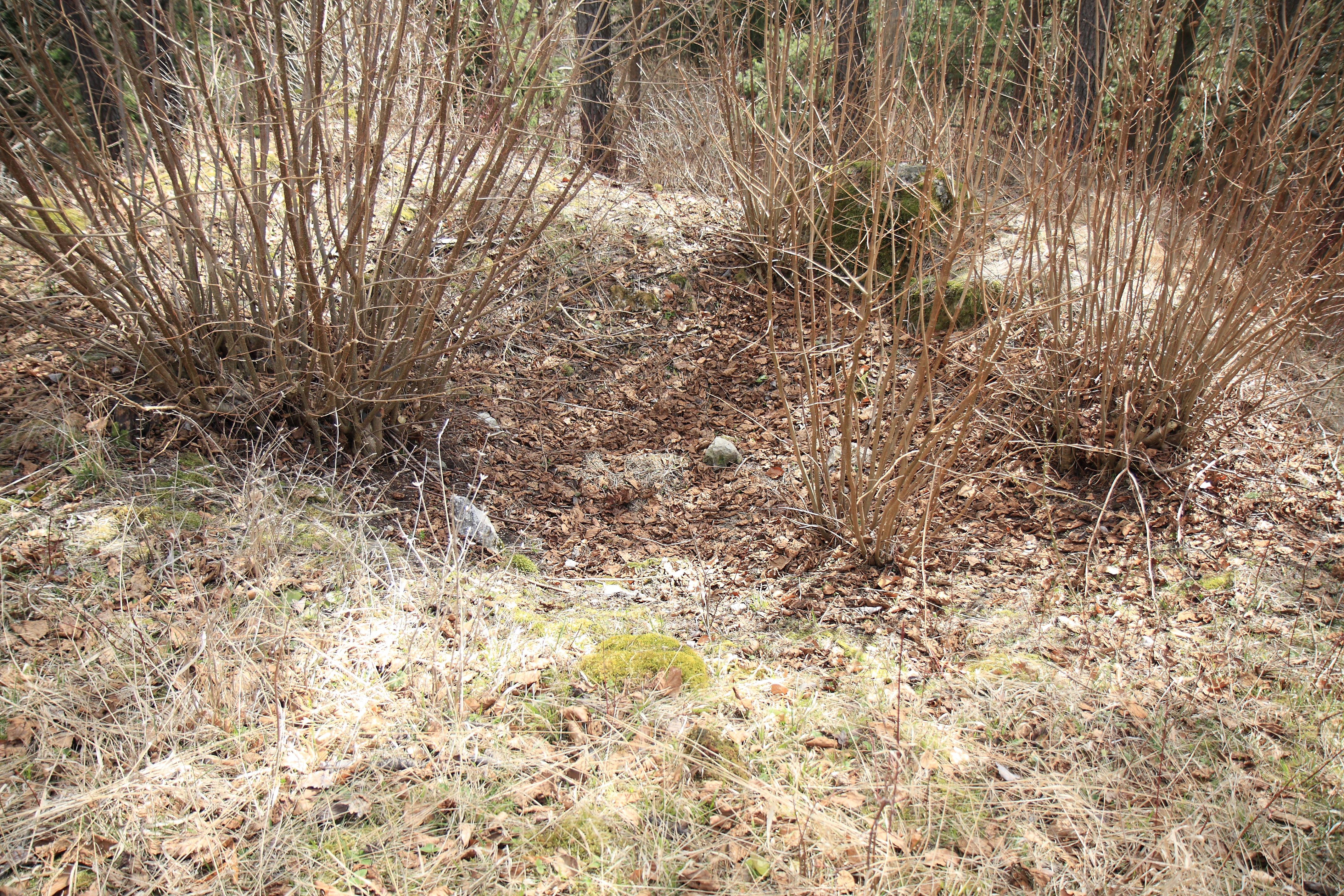
Bild 5: Standort und Grundmauerreste eines turmförmigen Gebäudes (April 2010)